# Cycas elongata
Cycas elongata es una especie de Cycadopsida del género Cycas, de la familia Cycadaceae, del orden Cycadales.

## Distribución
Cycas elongata se distribuye por Vietnam (Binh Dinh, Khanh Hoa, Ninh Thuan, Phu Yen, Quang Ngai).

## Taxonomía
Fue descrita científicamente por D. Yue Wang. Fue publicado por primera vez en Cycads in China 51. en 1996.